# 區 (州廳轄市)
區為台灣日治時期後期1935年10月開始在各州、廳轄市下設置的非行政機構用的分區，並由市尹指派區長以協助行政事務。

## 沿革
《臺灣市制》在昭和10年（1935年）4月1日修訂，其中第37條允許市劃設「區」，以輔助執行市的行政事務，並由市尹指派區長，任期兩年，並廢止過去關於町委員的規定。區不屬於行政上的區劃，而區長負責區內之治安、防災、清潔衛生、統計資料收集、道路、橋樑等公設物的管理。1935年10月1日，台北市、新竹市、台南市、高雄市公告其各區劃分，而彰化市、台中市、屏東市、嘉義市、基隆市也陸續在同年公告。花蓮港市、宜蘭市在1940年升格為市之後，亦公告其區之劃分。
1935年10月1日發布《台北市區規程》（台北市告示第三二號），將台北市劃分成為77區。同年10月28日，台中市發布〈台中市告示第24號〉成立區，並發布〈台中市訓令第8號〉區長職務規程，同時任並區長與委員。之後其他幾個州轄市也跟進設立區。
區與町及大字的數目不相合，部分的區與町及大字的區域範圍也不相同。昭和10年發布當時台北市有77區（當時有64町、10大字），至昭和17年（1942年）時已擴增至90區（當時有64町、19大字）。

## 區會
區在二戰時期改組為區會。區會為整合台灣人的保甲組織及日本人的町會組織，並改組強化各區而成的戰時動員機構。1941年8月1日發布的《台北市區會規程》（台北市告示第56號）規定；8月28日台中市發布《台中市區會規程》（台中市訓令第8號），區會的名稱與區域依照區的名稱與區域，並由區長充任會長。

## 各市的區一覽

### 基隆市
基隆市於1935年11月6日劃分以下25區：
- 社寮區：社寮町
- 濱區：濱町
- 真砂區：真砂町
- 入船區：入船町
- 中一區：日新町一丁目、二丁目、三丁目
- 中二區：義重町一丁目、二丁目、三丁目
- 中三區：日新町四～七丁目、義重町四～七丁目
- 壽幸一區：壽町一丁目、二丁目、三丁目、幸町一丁目、二丁目（部分）
- 壽幸二區：幸町二丁目（部分）、三丁目、四丁目
- 東區：東町、綠町、曙町
- 天神區：天神町
- 田寮區：田寮町、大水窟
- 玉葉一區：玉田町一丁目、雙葉町（部分）
- 玉葉二區：雙葉町（部分）、玉田町二丁目、三丁目
- 元區：元町
- 福德區：福德町
- 旭高區：旭町、高砂町、明治町一丁目
- 明治區：大正町、明治町二丁目、三丁目、四丁目
- 瀧川區：瀧川町、堀川町
- 西區：西町、觀音町、寶町
- 仙洞區：仙洞町、昭和町
- 木山區：內木山、外木山、大竿林
- 大武崙區：大武崙
- 八斗子區：八斗子
- 深澳坑區：深澳坑

### 臺北市
台北市於1942年時的90區如下：
| - 表町區：表町、明石町 - 北門町區：北門町 - 本町區：本町 - 京町區：京町 - 大和町區：大和町 - 榮町區：榮町 - 文武町區：文武町、書院町、乃木町 - 樺山町區：樺山町 - 幸町區：幸町 - 東門町第一區：東門町、旭町 - 東門町第二區：東門町 - 東門町第三區：東門町（原 東門町第二區） - 福住町區：福住町 - 錦町區：錦町 - 昭和町區：大安（原 大安第一區） - 堀川町區：大安（原 大安第一區） - 大安區：大安（原 大安第二區） - 御成町區：御成町 - 大正町區：大正町、三橋町 - 中崙區：中崙、朱厝崙、中子 - 上埤頭區：上埤頭 - 大直區：大直 - 下埤頭區：下埤頭、西新子 - 圓山町區：圓山町、大宮町 - 宮前町區：宮前町 - 南門町區：南門町 - 龍口町區：龍口町 - 佐久間町區：佐久間町 - 兒玉町區：兒玉町 - 千歲町區：千歲町 |  | - 新榮町區：新榮町 - 古亭町第一區：古亭町（原 古亭町區） - 古亭町第二區：古亭町（原 古亭町區） - 川端町區：川端町 - 馬場町區：馬場町 - 水道町區：水道町 - 富田町區：富田町 - 六張犁區：六張犁 - 下內埔區：下內埔 - 末廣町區：末廣町 - 壽町區：壽町 - 築地町區：築地町 - 濱町區：濱町 - 西門町區：西門町 - 新起町區：新起町 - 元園町區：元園町 - 若竹町區：若竹町 - 老松町區：老松町 - 八甲町區：八甲町 - 入船町區：入船町 - 龍山寺町區：龍山寺町 - 有明町區：有明町 - 新富町第一區：新富町 - 新富町第二區：新富町 - 堀江町區：堀江町 - 綠町區：綠町、柳町 - 東園町區：東園町 - 西園町區：西園町 - 泉町區：泉町 |  | - 上奎府町區：上奎府町 - 建成町第一區：建成町 - 建成町第二區：建成町 - 下奎府町第一區：下奎府町 - 下奎府町第二區：下奎府町 - 下奎府町第三區：下奎府町 - 下奎府町第四區：下奎府町 - 下奎府町第五區：下奎府町 - 太平町第一區：太平町 - 太平町第二區：太平町 - 太平町第三區：太平町 - 太平町第四區：太平町 - 永樂町第一區：永樂町 - 永樂町第二區：永樂町 - 港町區：港町 - 大橋町第一區：大橋町 - 大橋町第二區：大橋町 - 日新町第一區：日新町 - 日新町第二區：日新町 - 蓬萊町區：蓬萊町 - 大龍峒町上區：大龍峒町（原 大龍峒町區） - 大龍峒町下區：大龍峒町、河合町（原 大龍峒町區） - 上松山區：松山 - 下松山區：松山 - 五分埔區：五分埔、中坡 - 興雅區：興雅 - 三張犁區：三張犁 - 頂東勢區：頂東勢 - 上塔悠區：上塔悠 - 下塔悠區：下塔悠 - 舊里族區：舊里族 |

### 新竹市
新竹市在1935年10月1日劃設以下13區：
- 東門町區：東門町
- 西門町區：西門町
- 南門町區：南門町
- 北門町區：北門町、田町(部分)和北門派出所管內的湳雅(部分)（1938年10月調整）[4]
- 表町區：表町
- 榮町區：榮町
- 花園町區：花園町、驛前派出所管內的東勢(部分)、赤土崎(部分)
- 黑金町區：黑金町
- 錦町區：錦町、田町(部分)、東門派出所管內的水田(部分)（1938年10月調整）[4]
- 新興町區：新興町、東門派出所管內的客雅(部分)
- 住吉町區：住吉町、西門派出所管內的客雅(部分)
- 宮前町區：宮前町、西門派出所管內的崙子(部分)
- 旭町區：旭町
- 新富町區：新富町、北門派出所管內的崙子(部分)
- 埔頂區：東勢(部分)、赤土崎(部分)、埔頂、柴梳山、金山面
- 樹林頭區：沙崙、吉羊崙、苦苓腳、湳雅(部分)、樹林頭、溪埔子

1941年10月增加以下9區：
- 南寮區：十塊寮、槺榔、油車港
- 楊寮區：楊寮、虎子山
- 牛埔區：牛埔、浸水
- 香山區：香山
- 香山坑區：香山坑
- 海山罟區：海山罟、茄苳湖
- 鹽水港區：鹽水港、南隘
- 青草湖區：青草湖
- 九甲埔區：二十張犁、九甲埔

### 臺中市
臺中市於1942年的區如下：
- 第一區：壽町、幸町、旭町、千歲町、明治町、利國町、村上町、末廣町、公館
- 第二區：橘町、寶町、榮町、大正町、綠川町
- 第三區：錦町、新富町、新高町
- 第四區：柳町、若松町、川端町、初音町
- 第五區：梅枝町（後壠子於昭和17年併入第12區）
- 第六區：樹子腳、半平厝、柳町、番婆、下橋子頭
- 第七區：頂橋子頭
- 第八區：老松町、木下町、敷島町、有明町
- 第九區：櫻町、楠町、曙町、花園町
- 第十區：干城町、高砂町、旱溪、東勢子
- 第十一區：宮北、邱厝子、賴厝廍、乾溝子（昭和17年新增）
- 第十二區：麻園頭、土庫、後壠子（昭和17年新增）

### 彰化市
彰化市在1935年10月19日劃設以下20區：：彰化第一區、彰化第二區、彰化第三區、東門第一區、東門第二區、東門第三區、東門第四區、北門外第一區、北門外第二區、北門外第三區、北門外第四區、西門第一區、西門第二區、西門第三區、西門第四區、南郭區、莿桐腳區、阿夷區、大竹區、快官區。
1941年9月26日，調整為以下9區，並公告15個通稱町名：
| 區名     | 區域                                                                                 | 通稱町名 |
| -------- | ------------------------------------------------------------------------------------ | -------- |
| 中區     | 北門(部分)、南門(部分)、東門(部分)、西門(部分)                                       | 本町     |
| 中區     | 北門(部分)、東門(部分)、北門外(部分)、西門(部分)                                     | 表町     |
| 中區     | 東門(部分)、北門外(部分)、南郭字南郭(部分)                                           | 宮前町   |
| 東區     | 南郭字南郭(部分)、市子尾(部分)                                                       | 楠町     |
| 東區     | 南郭字南郭(部分)                                                                     | 大和町   |
| 東區     | 南郭字南郭(部分)、大埔(部分)、南郭字坑子內                                           | 旭町     |
| 西區     | 西門(部分)、南門(部分)、北門(部分)、南郭字南郭(部分)                                 | 末廣町   |
| 西區     | 西門(部分)、西勢子字西勢子(部分)、西勢字過溝子(部分)                                 | 新富町   |
| 西區     | 西門(部分)、西勢子字西勢子(部分)、西門口(部分)、南郭(部分)、大埔(部分)               | 富田町   |
| 南區     | 東門(部分)、南門(部分)、南郭字南郭(部分)                                             | 榮町     |
| 南區     | 南門(部分)門(部分)、南郭字南郭(部分)                                                 | 幸町     |
| 南區     | 南郭字南郭(部分)、大埔(部分)                                                         | 千歲町   |
| 北區     | 西門(部分)、北門外(部分)、市子尾(部分)、西勢子字過溝子(部分)                         | 春日町   |
| 北區     | 市子尾(部分)、西勢字過溝子(部分)、牛稠子字牛稠子(部分)                               | 泉町     |
| 北區     | 西勢子字西勢子(部分)、西勢子字過溝子(部分)、牛稠子字牛稠子(部分)、牛稠子字下廍(部分) | 新高町   |
| 莿桐腳區 | 莿桐腳、西門口(部分)、西勢子字西勢子(部分)                                           | -        |
| 阿夷區   | 阿夷、牛稠子字牛稠子(部分)、牛稠子字下廍(部分)                                       | -        |
| 大竹區   | 大竹、番社口、渡船頭、牛稠子字山腳、牛稠子字中庄子                                   | -        |
| 快官區   | 快官、田中央                                                                         | -        |

1944年，調整為38個通稱町名，通稱町名如下：
| 區名     | 通稱町名                                                               |
| -------- | ---------------------------------------------------------------------- |
| 中區     | 本町、表町、宮前町                                                     |
| 東區     | 楠町、大和町、旭町、坑子內町                                           |
| 西區     | 北末廣町、南末廣町、新富町、富田町                                     |
| 南區     | 東榮町、西榮町、幸町、千歲町、大埔町、湳尾町                           |
| 北區     | 東春日町、西春日町、泉町、新高町                                       |
| 莿桐腳區 | 北莿桐腳町、南莿桐腳町、平和厝町、水尾町                               |
| 阿夷區   | 牛稠子町、阿夷町、寶廍町、茄苳腳町                                     |
| 大竹區   | 大竹第一町、大竹第二町、番社口町、牛埔子町、渡船頭町、柴坑子町、山腳町 |
| 快官區   | 快官町、田中央町、石牌坑町、竹巷町                                     |

### 嘉義市
嘉義市在1935年11月2日公告劃分為以下18區：
- 新高町、山下町、宮前町區
- 東門町區
- 檜町區
- 北門町區
- 元町區
- 朝日町區
- 南門町區
- 榮町、黑金町區
- 西門町區
- 新富町、末廣町區
- 堀川町、玉川町、白川町、車店區
- 山子頂、紅毛埤區
- 盧厝、臺斗坑區
- 北社尾區
- 竹圍子區
- 下路頭區
- 劉厝、港子坪、柴頭港區
- 竹子腳、大溪厝區

### 臺南市
台南市在1935年10月1日設立42區，在1936年10月10日將安平、鯤鯓區拆分為安平區、鯤鯓區。1940年10月1日，虎尾寮納入後甲區，鞍子納入桶盤淺第二區，新增灣裡區、喜樹區。
| - 旭、北門區：旭町、北門町 - 竹園、壽區：竹園町、壽町 - 清水區：清水町、高砂町一丁目 - 高砂町：高砂町二、三丁目 - 綠區：綠町、開山町三丁目 - 開山區：開山町一、二丁目 - 白金區：白金町 - 錦町區：錦町 - 末廣、幸區：末廣町、幸町 - 大宮區：大宮町 - 南門區：南門町 - 泉區：泉町、鹽埕(部分) - 西門第一區：西門町一、二、三丁目 - 西門第二區：西門町四、五丁目 - 濱町區：濱町 |  | - 新町區：新町 - 大正町區：大正町 - 花園區：花園町 - 本町第一區：本町一、二丁目 - 本町第二區：本町三、四丁目 - 明治町區：明治町 - 臺町區：臺町 - 老松區：老松區 - 寶町區：寶町 - 東門區：東門町 - 福住第一區：福住町一丁目(部分) - 福住第二區：福住町一(部分)、二丁目 - 永樂第一區：永樂町一、二丁目(部分) - 永樂第二區：永樂町二(部分)、三丁目 |  | - 入船區：入船町 - 港第一區：港町一丁目 - 港第二區：港町二丁目 - 田町區：田町 - 三分子區：三分子 - 後甲區：後甲、虎尾寮 - 竹篙厝區：竹篙厝 - 桶盤淺第一區：桶盤淺市街地 - 桶盤淺第二區：桶盤淺部落、鞍子 - 鹽埕第一區：鹽埕市街地 - 鹽埕第二區：鹽埕部落 - 鄭子寮區：鄭子寮 - 安平區：安平 - 鯤鯓區：鯤鯓 - 灣裡區：灣裡部落 - 喜樹區：喜樹部落 |

### 高雄市
高雄市在1935年10月1日劃設20區 ，在1936年2月9日將部分內惟劃入田町區；同年4月1日，將鹽埕町小賣市場以北分為鹽埕町一區，以南為鹽埕町二區。1940年10月1日，新增左營區、右沖區、覆鼎金區、灣子內區、五塊厝區、籬子內區、草衙區。
- 哨船町區：哨船町、壽町的西子灣、桃子園104~127番地
- 湊町區：湊町
- 新濱町區：新濱町
- 山下町區：山下町、壽町1~19番地
- 田町區：田町、內惟(部分)
- 鹽埕町一區：鹽埕町小賣市場以南
- 鹽埕町二區：鹽埕町小賣市場以北
- 北野町區：北野町
- 堀江町區：堀江町
- 入船町區：入船町
- 榮町區：榮町
- 旗後町區：旗後町
- 平和町區：平和町
- 中洲區：綠町、中洲
- 三塊厝區：三塊厝、大港
- 苓雅寮區：苓雅寮
- 前鎮區：前鎮、戲獅甲
- 前金區：前金
- 過田子區：過田子、林德官、大港埔
- 內惟區：內惟(部分)
- 左營區：埤子頭、竹子腳、部廍、左營、前峯尾、桃子園1~103番地
- 右沖區：下蚵子寮、援中港、下鹽田、右沖
- 覆鼎金區：菜公、覆鼎金
- 灣子內區：灣子內、本館、獅頭
- 五塊厝區：五塊厝
- 籬子內區：籬子內
- 草衙區：草衙、佛公

### 屏東市
屏東市在1935年10月31日公告設立16區如下：
- 若松町區：屏東(部分)、崇蘭(部分)
- 末廣町區：屏東(部分)
- 小川町區：屏東(部分)
- 本町區：屏東(部分)
- 黑金町區：屏東(部分)、頭前溪(部分)
- 榮町區：屏東(部分)、崇蘭(部分)
- 綠町區：屏東(部分)
- 臺糖區：歸來(部分)
- 林子內區：頭前溪(部分)
- 頭前溪區：頭前溪(部分)
- 歸來區：歸來(部分)
- 番子埔區：歸來(部分)
- 崇蘭區：崇蘭除若松町區、榮町區的部分
- 海豐區：海豐
- 公館區：公館
- 大湖區：大湖

### 花蓮港市
1940年10月28日，花蓮港市成立並同時公告以下26區：南濱區、北濱區、入船區、黑金一區、黑金二區、黑金三區、連雀區、稻住一區、稻住二區、稻住三區、稻住四區、稻住五區、福住一區、福住二區、舊新港一區、舊新港二區、有明區、千石區、水上區、米崙一區、米崙二區、米崙三區、豐川區、佐倉區、宮下區。
1941年1月31日，調整為以下15區：
- 第1區：南濱、黑金通(部分)、入船通(部分)
- 第2區：朝日通、入船通(部分)、常盤通(部分)、春日通(部分)、黑金通(部分)、高砂通(部分)
- 第3區：北濱、入船通(部分)、新城通(部分)
- 第4區：營所通、彌生通(部分)、新城通(部分)、常盤通(部分)、春日通(部分)、黑金通(部分)、高砂通(部分)、筑紫橋通(部分)、
- 第5區：連雀通、新城通(部分)、常盤通(部分)、春日通(部分)、黑金通(部分)、筑子橋通(部分)
- 第6區：舊新港街(部分)、米崙(部分)
- 第7區：水上、舊新港街(部分)
- 第8區：稻住(部分)、福住(部分)
- 第9區：稻住(部分)、福住(部分)
- 第10區：稻住(部分)、福住(部分)
- 第11區：有明、千石、藏前
- 第12區：宮下(部分)、豐川(部分)、米崙(部分)
- 第13區：豐川(部分)、宮下(部分)、
- 第14區：佐倉
- 第15區：米崙(部分)

### 宜蘭市
宜蘭市在1941年11月10日公告11區如下：
- 昭和町區：宜蘭字乾門(部分)、宜蘭字艮門(部分)
- 本町町區：宜蘭字乾門(部分)
- 文武町區：宜蘭字坤門(部分)
- 富士町區：宜蘭字艮門(部分)
- 錦町區：宜蘭字艮門(部分)、宜蘭字巽門(部分)
- 榮町區：宜蘭字坤門(部分)、宜蘭字巽門(部分)、壯一(部分)
- 旭町區：宜蘭字艮門(部分)、宜蘭字巽門(部分)、壯一(部分)
- 宮前町區：金六結
- 南町區：珍子滿力、四鬮
- 東町區：壯二、壯三、壯四、壯七、七張
- 北町區：辛子罕、一結

1943年4月15日，宜蘭市的11個區整併為7個區如下：
- 錦町區：宜蘭字艮門(部分)、宜蘭字巽門(部分)
- 旭町區：宜蘭字坤門(部分)、宜蘭字巽門(部分)、壯一
- 幸町區：宜蘭字坤門(部分)、金六結
- 本町區：宜蘭字乾門(部分)、宜蘭字艮門(部分)
- 川端町區：辛子罕、一結
- 曙町區：壯三、壯四、壯七、七張
- 富田町區：壯二、珍子滿力、四鬮